# Aurelio Natoli Lamantea
Aurelio Natoli Lamantea (Roma, 19 maggio 1888 – 25 febbraio 1970) è stato un politico e giornalista italiano.

## Biografia
Figlio di Luigi Natoli.
Iscritto al Partito Repubblicano, di professione giornalista. Massone, membro del Grande Oriente d'Italia, durante il regime fascista fu esiliato in Francia. Nel 1926 a Parigi fu tra i fondatori del giornale "l’Italia del Popolo", l’organo della Federazione dei Repubblicani d’Europa, e di cui fu direttore. Nel 1940 emigrò negli Stati Uniti dove fu membro della Mazzini society.
Terminata la seconda guerra mondiale, fu Direttore del quotidiano siciliano La Regione.
Segretario regionale del PRI nel 1946, venne candidato come capolista per il Partito Repubblicano nella regione Sicilia ed eletto come deputato alla Costituente nel 1946. Fu vicepresidente della commissione degli 11 fino al 2 luglio 1947.
Nel febbraio 1947 divenne anche direttore de La Voce Repubblicana. Nel luglio 1947 si dimise dalla Costituente perché nominato console generale d'Italia a Valparaíso in Cile.
Morì nel febbraio del 1970 all'età di 81 anni.